# Hiếu Cảm
Hiếu Cảm (tiếng Trung: 孝感市, bính âm: Xiào Gǎn shì, âm Hán-Việt: Hiếu Cảm thị) là một địa cấp thị tại tỉnh Hồ Bắc, Trung Quốc. Diện tích 8.910 km². Dân số 5.217.600 người.

## Phân chia hành chính
Địa cấp thị Hiếu Cảm bao gồm 1 quận, 3 thành phố cấp huyện và 3 huyện.
Quận:
- Hiếu Nam

Thành phố cấp huyện:
- An Lục
- Hán Xuyên
- Ứng Thành

Huyện:
- Hiếu Xương
- Đại Ngộ
- Vân Mộng